# Natal'ja Lavrova
Natal'ja Aleksandrovna Lavrova (in russo Наталья Александровна Лаврова?; Penza, 4 agosto 1984 – 23 aprile 2010) è stata una ginnasta russa, specializzata nella ginnastica ritmica.
È deceduta a soli 25 anni a causa di un incidente stradale.

## Palmarès

### Olimpiadi
- 2 medaglie:
  - 2 ori (Sydney 2000 nel concorso a squadre; Atene 2004 nel concorso a squadre)

### Mondiali
- 5 medaglie:
  - 4 ori (New Orleans 2002 nel concorso a squadre; Budapest 2003 nel concorso a squadre; Budapest 2003 nel gruppo - 5 nastri; Budapest 2003 nel gruppo - 2 palle e 3 cerchi)
  - 1 argento (New Orleans 2002 nel gruppo - 5 nastri)

### Europei
- 2 medaglie:
  - 2 ori (Ginevra 2001 nel concorso a squadre; Riesa 2003 nel concorso completo)

### Coppa del Mondo
- 2 medaglie:
  - 2 ori (Mosca 2004 nel gruppo - 5 nastri; Mosca 2004 nel gruppo - 2 palle e 3 cerchi)